# 黑紫荛花
黑紫荛花（学名：Laplacea leptophylla var. atroviclacea）是山茶科南美大头茶属细叶荛花的变种。分布于中国大陆的云南等地，目前尚未由人工引种栽培。